# Berufsbildungsschule Winterthur

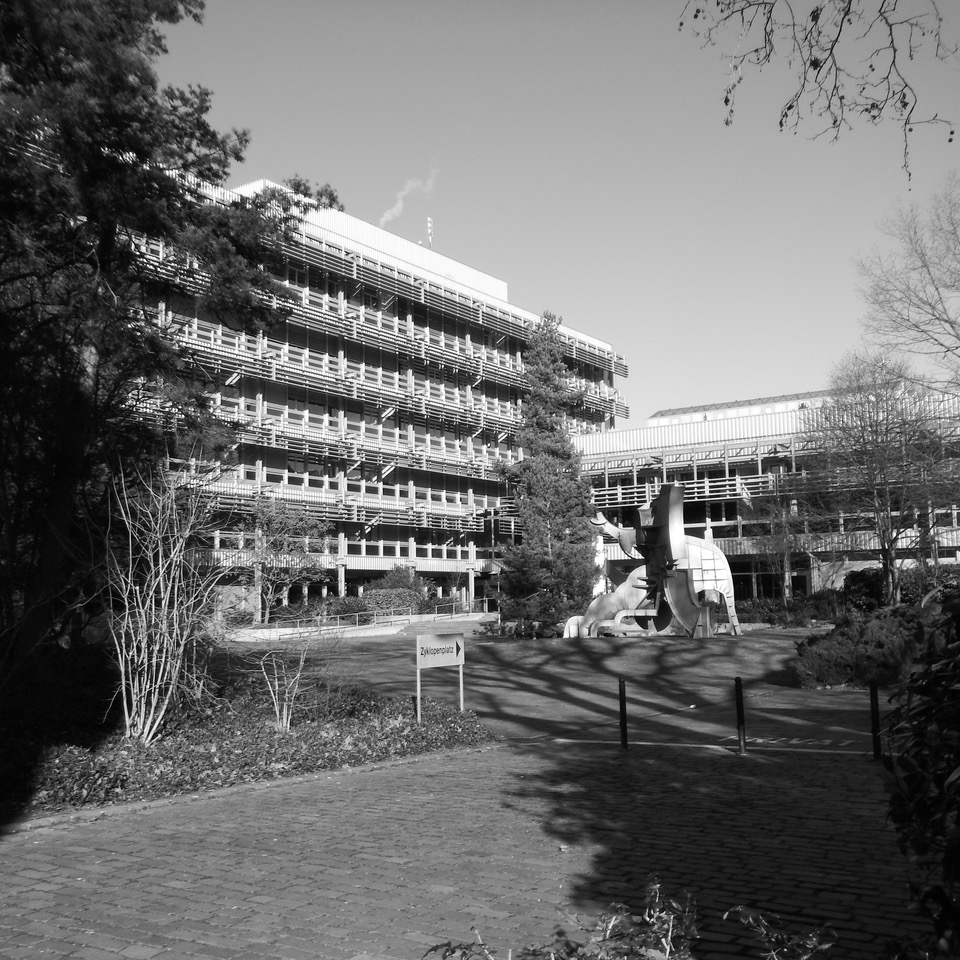
Das Hauptgebäude an der Wülflingerstrasse 17, im Volksmund Aludose genannt.

Die Berufsbildungsschule Winterthur BBW in Winterthur ist ein Bildungszentrum für berufliche und allgemeine Aus- und Weiterbildung.

## Geschichte
Die Berufsbildungsschule Winterthur BBW wurde 1835 gegründet und ist die älteste Berufsschule der Schweiz. Zwar gab es damals bereits eine Handwerkerschule in Bern (gegründet 1826), eine Gewerbeschule in Aarau (gegründet 1827) und eine Gewerbeschule in Genf (gegründet 1830), allerdings waren dies entweder Winterabendschulen oder sie dienten dazu, Gewerbetreibende auf eine Hochschule vorzubereiten. Im Gegensatz dazu bot die Gewerbeschule Winterthur von Anbeginn an ganzjährig Kurse für Lehrlinge des Handwerks und Gewerbes an. Das Ziel war im Unterschied zu den genannten Schulen explizit die Erlernung eines Berufes für Lehrlinge.
Bereits Mitte des 18. Jahrhunderts bestanden in Winterthur Bemühungen, die Schule, welche bisher in erster Linie den Zweck der religiösen Erziehung zu erfüllen hatte, auf die Interessen der Wirtschaft auszurichten. Zwischen 1819 und 1828 wurde die Basis für die Gründung einer Berufsschule gelegt, indem die Schule neu nach auf Alter abgestuften Schulstufen aufgebaut wurde. Dies ermöglichte 1832 die Einführung einer Industrieschule, in welche man mit dem 14ten Altersjahr übertreten konnte. Diese Industrieschule orientierte sich an den Bedürfnissen des Handwerks und Gewerbe sowie dem Kaufmannsstand. Die Gründung einer Gewerbeschule, welche sich an die Industrieschule anschloss, war somit der nächste, logische Schritt.
Vieles ist über die Gründung nicht bekannt. Was sicher gesagt werden kann, ist, dass der Antrieb zur Gründung einer Gewerbeschule von Privatpersonen kam. Folgende Personen sind bekannt. Der Winterthurer Rektor Johann Conrad Troll schuf mit der Schulreform von 1819 ein Schulsystem, welches sich auf das Erlernen eines Berufes ausrichtete. Er verfolgte zeitlebens das Ziel der Gründung einer Berufsschule. Jakob Ziegler-Pellis, ein umtriebiger Industrieller und Präsident des Gewerbevereins Winterthur setzte sich vehement für die Gründung einer Gewerbeschule ein. Einer der Gründer der 1834 gegründeten Firma Gebr. Sulzer, (heute Sulzer AG), Johann Jakob Sulzer-Hirzel, ermöglichte den Start des Unterrichts, indem er die vakanten Lehrerstellen ehrenamtlich übernahm, selber unterrichtete. Er sass auch in der Gewerbeschulkommission. Inwiefern er an der Gründung beteiligt war, ist nicht bekannt.
1835 erfolgte feierlich der Gründungsakt. Alles war vorbereitet. Doch da traten die kantonalen Behörden auf den Plan: Der kantonale Erziehungsrat verweigerte die Genehmigung der Lehrpläne, eine Winterthurer Gesandtschaft erreichte wenigstens, dass der Unterricht in einem verkleinerten Rahmen aufgenommen werden konnte. So konnte 1836 der Gewerbeschulunterricht beginnen. Der Beginn war harzig, der Besuch bescheiden. Der Berufsschulunterricht war damals freiwillig, die Arbeitszeiten lang, der Widerstand der Meister aus dem Handwerk und Gewerbe gross. Die ersten Kurse fanden vor der Arbeit statt, sie begannen im Sommer um 5 Uhr früh, im Winter um 6 Uhr und dauerten zwei Stunden. Weitere Kurse fanden am Abend und am Sonntag statt. 
Wenige Jahre nach dem harzigen Start ging es schnell aufwärts. Denn die Winterthurer Gewerbeschule hatte gegenüber anderen Berufsschulen einen entscheidenden Vorteil. Winterthur besass damals eine grosse Industrie, deren Patrons sehr viel Wert auf die Ausbildung des Nachwuchses legten. Besonders eng war die Zusammenarbeit mit der Firma Gebr. Sulzer, welche sich schnell den Ruf einer vorbildlichen, herausragenden Nachwuchsförderung erarbeitete, was sich direkt auf die Gewerbeschule auswirkte. Denn zahlreiche Lehrpersonen arbeiteten hauptamtlich bei Sulzer. Die grossen Winterthurer Industriebetriebe Gebr. Sulzer und die Schweizerische Lokomotiv- und Maschinenfabrik, kurz SLM, erklärten den Berufsschulunterricht für ihre Lehrlinge für obligatorisch. Sie ermöglichten, dass der Unterricht auf den Nachmittag verlegt werden konnte und somit in die Arbeitszeit – eine Regelung, welche von vielen Meistern aus dem Handwerk und Gewerbe vehement bekämpft wurde. Die Firma Gebr. Sulzer übernahm auch Jahr für Jahr grosszügig das Defizit der Gewerbeschule.  Dank der Winterthurer Industrie konnte sich die Gewerbeschule schnell etablieren, der progressive, innovative Geist aus der Gründerzeit ist an der Schule bis heute spürbar, auch wenn die Namen seit der Gründung vor mehr als 185 Jahren mehrmals wechselten. Seit 2005 heisst sie Berufsbildungsschule Winterthur, kurz BBW.

## Jüngere Entwicklung
Die 2023 abgeschlossene Schaffung von kantonalen Kompetenzzentren hatte zum Ziel, Ausbildungsberufe an wenigen Standorten zu konzentrieren. Für die BBW waren die Folgen einschneidend. Sie verlor rund 25 % ihrer Lehrberufe. Wie einseitig die Reform ausgefallen ist, zeigt die Tatsache, dass fast 80 % aller Lehrkräfte, welche aufgrund der Reform eine Berufsschule verlassen mussten, die BBW betraf. Bereits die erste kantonale Reform, die zum Ziel hatte, Ausbildungsberufe auf wenige Standorte zu konzentrieren, führte in den 40er und 50er Jahren zu einem Verlust von über 50 % der Lehrberufe.
Aufgrund der vielen Lehrberufe, welche aufgrund der Schaffung kantonaler Kompetenzzentren nicht mehr an der BBW ausgebildet werden, wurde die Abteilung Allgemein aufgelöst – diese hatte fast alle der ihr zugeteilten Berufe abgeben müssen. Ebenfalls nicht mehr Teil der BBW ist die Berufsmaturitätsschule (BMS), welche sich auf das Schuljahr 2024/2025 hin aus der Struktur der BBW herausgelöst hat und nun eine selbständige Schule bildet. Gleichzeitig wurde ein Schulhaus der BBW, das Anton-Graff-Haus, der BMS zugeteilt.

## Schulgebäude
Der Unterricht findet in drei Schulgebäuden statt. Technische und Bauberufe werden im Hauptgebäude an der Wülflingerstrasse 17 ausgebildet. Im Anton-Graff-Haus befinden sich die Berufe des Maschinenbaus. Im Pionierpark werden die Informatikberufe gelehrt. Dazu verfügt die BBW über eine eigene Sporthalle: die Sportanlage Rennweg mit sechs Hallen und Aussenplätzen.

## Angebot
Die Berufsbildungsschule Winterthur BBW gliedert sich in vier berufsbezogene Abteilungen mit fast 40 Lehrberufen. Dazu bietet sie diverse Weiterbildungsmöglichkeiten an. An die BBW ist die Fachhochschule HF Hochbau angegliedert.

### Abteilung Bau
- Baupraktiker EBA
- Forstwart EFZ
- Kaminfeger EFZ
- Maler EFZ
- Malerpraktiker EBA
- Maurer EFZ
- Plattenleger EFZ
- Plattenlegerpraktiker EBA
- Schreiner EFZ
- Schreinerpraktiker EBA
- Spengler EFZ
- Spenglerpraktiker EBA

### Abteilung Technik / Ernährung
- Automobilassistent EBA
- Automobilassistent EBA
- Automobilfachmann EFZ
- Automobilmechatroniker EFZ
- Bäcker-Konditor-Confiseur EBA
- Bäcker-Konditor-Confiseur EFZ
- Elektroinstallateur EFZ
- Fahrradmechaniker EFZ
- Kleinmotorrad- und Fahrradmechaniker EFZ
- Land-/Baumaschinen- und Motorgerätemechaniker EFZ
- Mechanikpraktiker EBA
- Montageelektriker EFZ
- Motorradmechaniker EFZ
- Reifenpraktiker EBA

### Abteilung Maschinenbau
- Anlagen- und Apparatebauer EFZ
- Gussformer EFZ
- Gusstechnologe EFZ
- Konstrukteur EFZ
- Polymechaniker EFZ
- Produktionsmechaniker EFZ

### Abteilung Informatik
- Entwickler Digitales Business EFZ
- Informatiker Applikationsentwicklung EFZ
- Informatiker Plattformentwicklung EFZ
- Informatiker Systemtechnik EFZ
- Laborant Fachrichtung Biologie EFZ
- Laborant Fachrichtung Chemie EFZ
- Laborant Fachrichtung Farbe und Lack EFZ

### HFH Hochbau
Die Höhere Fachschule Hochbau bildet die Teilnehmer zum Dipl. Techniker HF Bauplanung, Fachrichtung Architektur aus. (Bauleiter, Projektleiter oder Bautechniker.)

### Weiterbildungsangebote

#### Labortechnik
- naturwissenschaftlicher Labortechniker HFP

#### Land-, Baumaschinen-, Motorgeräuschtechnikweiterbildung
- Diagnosetechniker HFP

#### Fahrzeug- und Elektrotechnik
- Grundlagenkurse

#### Schreiner
- Schreinermeister HFP
- Fertigungsspezialist
- Projektleiter

#### Berufsbildnerkurse
- Grundlagenkurse